# Colle delle Finestre
Il Colle delle Finestre (detto anche Colle Finestre - 2.176 m s.l.m.) è un passo alpino delle Alpi Cozie italiane, che collega la bassa Valle di Susa alla Val Chisone in Piemonte, separando, secondo la classificazione orografica SOIUSA, i due sottogruppi alpini del Gruppo dell'Orsiera, la costiera Fraiteve-Assietta-Ciantiplagna (Cod.SOIUSA I/A-4.II-A.3.a) e la costiera Orsiera-Rocciavrè (Cod.SOIUSA I/A-4.II-A.3.b).

## Descrizione
Il colle è situato all'interno del parco naturale Orsiera Rocciavrè, una vasta area alpina tra le Alpi Graie e Alpi Cozie, collegando le località di Meana di Susa, situata a un paio di chilometri da Susa, e Fenestrelle. Dalla sommità del colle si può vedere a nord il Rocciamelone, uno dei monti più alti delle Alpi Graie situato dalla parte opposta della Valle di Susa e a sud il monte Albergian nella Val Chisone.
Sul versante della Val Chisone, lungo il pendio, sorge il forte di Fenestrelle, uno dei complessi di fortezze di maggior sviluppo del Piemonte, con le sue postazioni avanzate del Forte di Serre-Marie e del corpo di guardia (detto anche il dado), con la strada che sale dalla Val Chisone. In cima al colle, invece, è posizionato il Forte del Colle delle Finestre, edificato nel 1891, come opera di appoggio alle altre opere della piazzaforte di Fenestrelle, motivo per il quale venne realizzata nel XVIII secolo dal genio militare la suddetta strada servendo le varie fortificazioni alle varie quote.
Quasi alla sommità del colle, la strada ed il sistema difensivo si collegano poi alla lunga e panoramica Strada dell'Assietta che conduce alla Testa dell'Assietta (dove fu combattuta la Battaglia dell'Assietta tra francesi ed austro- piemontesi) per poi giungere al Col Basset situato sopra Sestriere, nel comprensorio sciistico Via Lattea. 
Attualmente la strada, in carico alla Città metropolitana di Torino, ha sostanzialmente vocazione turistica ed è molto nota per la bellezza del luogo e, soprattutto ai ciclisti, per la difficoltà dell'ascesa al colle dal versante della Valle di Susa, con gli ultimi 8 km di ascesa su strada sterrata.
Nelle Alpi Marittime è presente un altro Colle delle Finestre (2474 m) fra il Valle Gesso di Entracque e il vallone della Madonna delle Finestre, al cui sbocco si trova il paese di Saint-Martin-Vésubie che apre alla Valle della Vesubia.

## Ciclismo

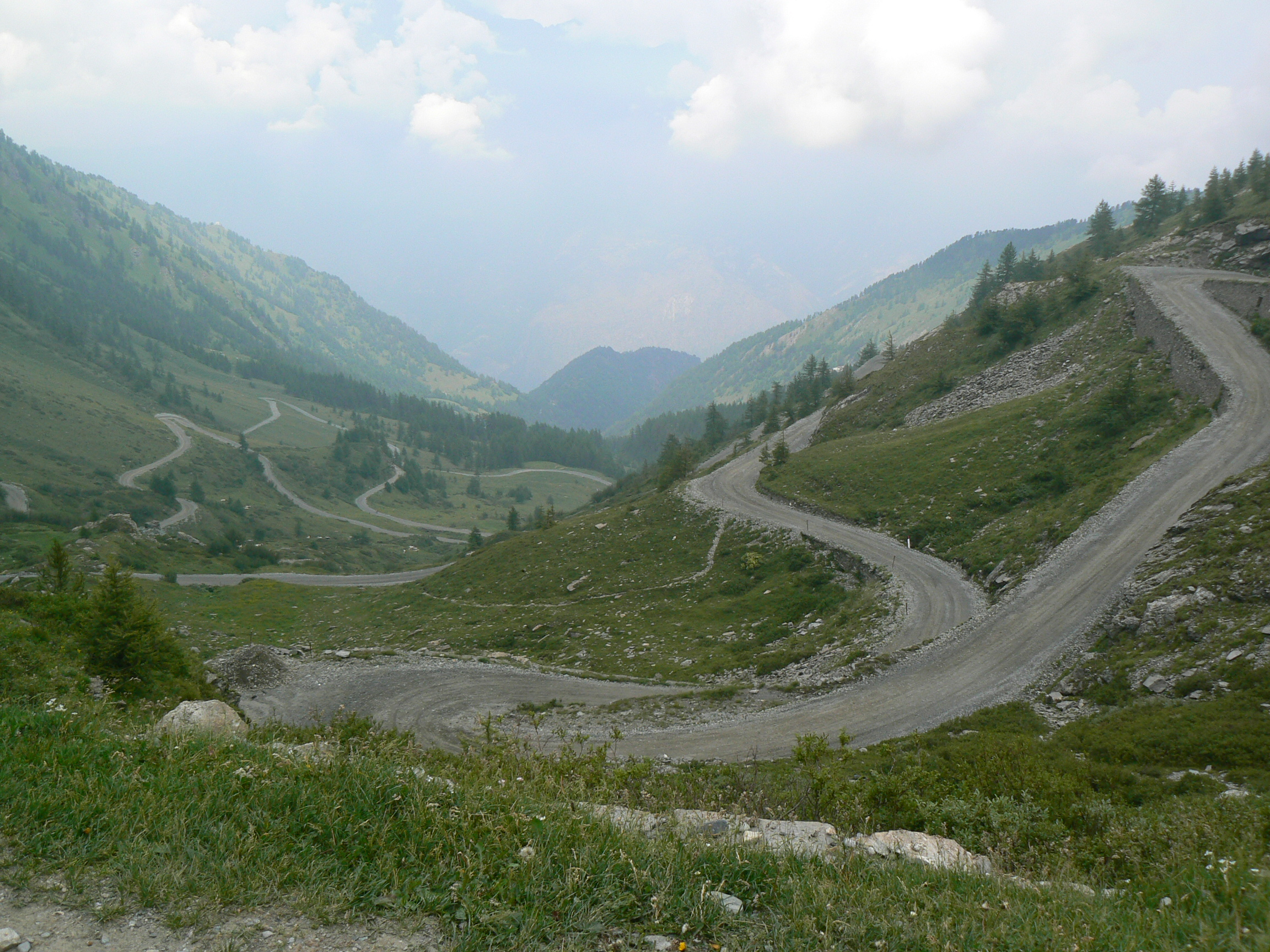
Gli ultimi tornanti della strada sterrata prima del colle dal lato di Meana.

Il Colle è diventato molto noto ai ciclisti con il versante nord che è considerato una delle salite più dure d'Europa (dopo Zoncolan, Angliru e Mortirolo), per una lunghezza di 18,6 km su oltre 1700 m di dislivello, una pendenza media del 9,1%, pressoché costante su tutto il percorso e l'ultimo tratto sterrato fino alla cima a renderlo ancora più difficile.
Nella parte iniziale si affrontano alte percentuali di pendenza, soprattutto nelle vicinanze del comune di Meana di Susa, lasciato il quale incominciano innumerevoli tornanti (28 su un totale di 33) all'interno di un folto bosco di castagni e pini e con i suoi ruscelli che accompagnano la prima parte dell'ascesa fino al Colletto di Meana, a quota 1452 m s.l.m. dopo 11 km di ascesa da Susa. Da qui in poi si lascia l'asfalto e inizia il tratto sterrato con la valle che diventa più ampia ed un paesaggio tipico caratterizzato da grandi distese di pascoli (il fondo sterrato, alla data del luglio 2014, non è più in buone condizioni essendo presenti solchi e pietrisco di varie dimensioni; con una certa difficoltà ed elevati rischi di foratura, può comunque essere percorso in bici da corsa anche se obbligatoriamente dotata di copertoncini).

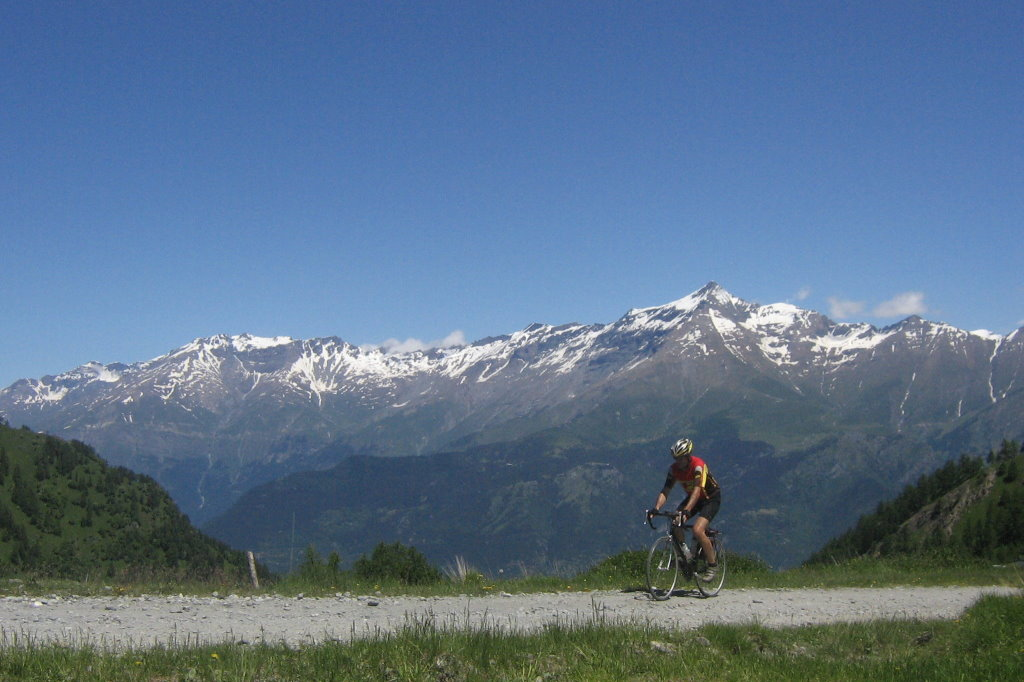
Salita dalla Val di Susa con il Rocciamelone alle spalle

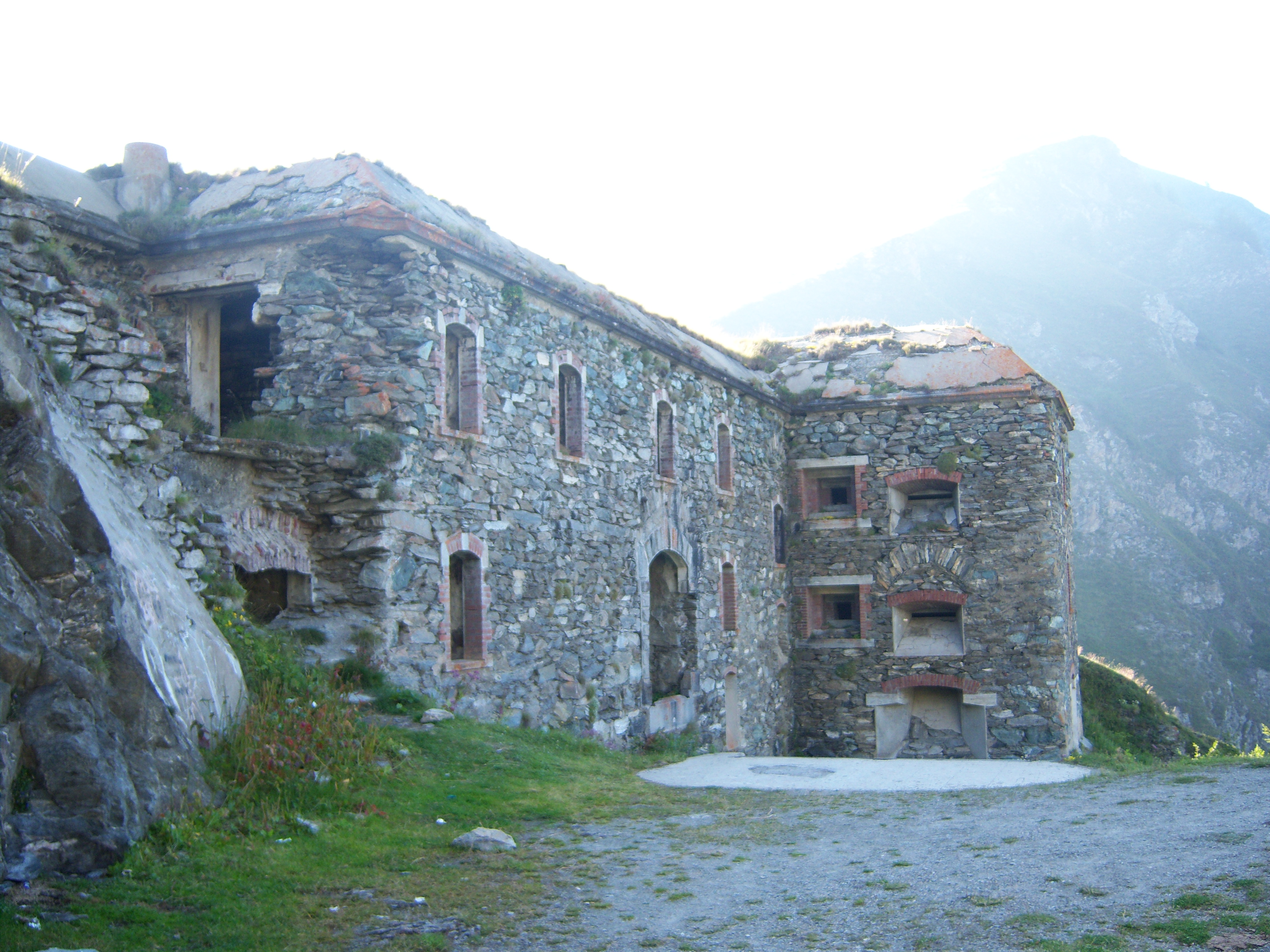
Forte del Colle delle Finestre

### Giro d'Italia
La salita del Colle delle Finestre è stata percorsa per 4 volte dal Giro d'Italia, a partire dagli anni 2000, sempre dal versante di Susa: la prima nel 2005, durante la penultima tappa con arrivo al Sestriere vinta dal venezuelano José Rujano che decretò vincitore del Giro Paolo Savoldelli con pochi secondi di vantaggio su Gilberto Simoni (in quella occasione un giornale spagnolo definì l'ascesa al colle "terrificante"); la seconda nel 2011, sempre nella tappa che si concludeva al Sestriere, quando il bielorusso Vasil' Kiryenka passò per primo in vetta aggiudicandosi poi anche la frazione, prima del trionfo a Milano l'indomani di Alberto Contador (successo poi tolto allo spagnolo e assegnato a Michele Scarponi in seguito al Caso Contador); durante la penultima tappa del Giro d'Italia 2015, con partenza da Saint Vincent e conclusione, nuovamente, al Sestriere, quando il Finestre era Cima Coppi del Giro e a passare per primo fu lo spagnolo Mikel Landa (Fabio Aru vinse la tappa e Contador si aggiudicò la Corsa Rosa davanti proprio ad Aru e a Landa). Nell'edizione 2018 del Giro, il colle è stato teatro della fuga solitaria di Chris Froome, che attaccò in salita a 80 km dall'arrivo e giunto vittorioso al traguardo di Bardonecchia, portandosi in testa alla classifica generale ai danni dell'olandese Tom Dumoulin. Nel 2025, la salita è stata nuovamente decisiva per le sorti del Giro: nell'atteso testa a testa per la vittoria della maglia rosa tra Isaac Del Toro e Richard Carapaz, la spuntò il terzo in classifica Simon Yates, il quale, con uno svantaggio di 1' 21'' in classifica, attaccò sul Colle e arrivò al traguardo di Sestriere con un distacco di 5' 13'' sul duo, conquistando così il Giro. 
L'elenco dei ciclisti giunti per primi in vetta durante il Giro d'Italia:
| Anno | Tappa | Partenza e arrivo            | Primo in vetta  | Secondo          | Terzo              | Maglia rosa                       |
| ---- | ----- | ---------------------------- | --------------- | ---------------- | ------------------ | --------------------------------- |
| 2005 | 19ª   | Savigliano > Sestriere       | Danilo Di Luca  | Gilberto Simoni  | José Rujano        | Paolo Savoldelli                  |
| 2011 | 20ª   | Verbania > Sestriere         | Vasil' Kiryenka | Stefano Pirazzi  | José Rujano        | Alberto Contador Michele Scarponi |
| 2015 | 20ª   | Saint-Vincent > Sestriere    | Mikel Landa     | Il'nur Zakarin   | Fabio Aru          | Alberto Contador                  |
| 2018 | 19ª   | Venaria Reale > Bardonecchia | Chris Froome    | Tom Dumoulin     | Richard Carapaz    | Chris Froome                      |
| 2025 | 20ª   | Verrès > Sestriere           | Chris Harper    | Alessandro Verre | Gianmarco Garofoli | Simon Yates                       |

Per gli amanti della MTB in alternativa alla discesa verso la Val Chisone dalla cima del Colle delle Finestre si diparte un lungo sterrato che giunge fino a Sestriere attraversando in successione una serie di passi e salendo ulteriormente fino a oltre 2400m di quota con panorami mozzafiato, percorso abitualmente svolto nell'ormai celebre gara amatoriale MTB denominata Tour dell'Assietta.